# Onagawa
Onagawa (jap. 女川町 Onagawa-chō) – miasto w Japonii, na wyspie Honsiu, w prefekturze Miyagi. Według danych na rok 2020 miejscowość zamieszkiwało 6 430 mieszkańców , a gęstość zaludnienia wyniosła 98,4 os./km².